# Tujamo
Матиас Рихтер (нем. Matthias Richter; род. 18 января 1988; Детмольд, Германия), наиболее известный как Tujamo — немецкий диджей и музыкальный продюсер из коммуны Аугустдорф рядом с городом Детмольд. Наиболее известен своими треками Dr. Who!, Drop That Low (When I Dip) и Boneless. В 2017 занял 46 место в списке лучших диджеев мира по версии журнала DJ Magazine.

## Биография
Матиас Рихтер начал карьеру в 17 лет. В 2007 году в Шютторфе, в ночном клубе Club Index он выиграл свой первый конкурс и стал там же постоянным диджеем, в 2008 — взял псевдоним Tujamo. В 2012 году его танцевальный хит в соавторстве с  Plastik Funk занимал 2 место в немецких чартах танцевальной музыки. В 2015 выпускает сольный сингл Booty Bounce. Песня Drop That Low (When I Dip) 2016 года поднялась на вершину чарта Beatport, а через год после её выхода песня насчитывала около 30 миллионов просмотров на Facebook. В 2019 году пишет сингл Getting Money вместе с 808Charmer, который держится на вершине хитов Electro House Beatport три недели.

## Дискография

### Треки
- Mombasa (2010)
- Switch It (2010)
- Do It All Night (2011)
- Delirious (Boneless) (со Steve Aoki, Chris Lake и Kid Ink, 2014)
- Hey Mister (2014)
- Dr. Who! (c Plastik Funk и Sneakbo, 2014)
- Darth Theme (2014)
- Nova (с Dimitri Vegas & Like Mike и Felguk, 2014)
- S.A.X. (с Laidback Luke, 2015)
- Booty Bounce (c Taio Cruz) (2015)
- Cream (с Danny Avila, 2015)
- All Night (с Jacob Plant, 2015)
- Drop That Low (When I Dip) (2016)
- Keep Pushin' (2016)
- BOOM! (2016)
- Make U Love Me (2017)
- One On One (с Sorana, 2017)

### Ремиксы
- Boogie Pimps — Knocking (Tujamo Remix) (2011)
- Horny United — Only You 2011 (Tujamo Remix) (2011)
- Ralph Good feat. Polina Griffith — SOS (Tujamo Remix) (2011)
- DubVision — All By Myself (Tujamo Remix) (2012)
- Bob Sinclar — Groupie (Tujamo Remix) (2012)
- Federico Scavo — Strump 2012 (Tujamo Remix) (2012)
- Major Lazer — Jet Blue Jet (Tujamo Remix) (2013)
- Laidback Luke & Martin Solveig — BLOW (Tujamo Remix) (2013)
- Jack Ü — Take Ü There (Tujamo Remix) (2014)
- Martin Solveig, Sam White — +1(Tujamo Remix)